# Ascotricha distans
Ascotricha distans är en svampart som beskrevs av Udagawa, Uchiy. & Kamiya 1994. Ascotricha distans ingår i släktet Ascotricha och familjen kolkärnsvampar.   Inga underarter finns listade i Catalogue of Life.